# 新邛荥高速公路
新邛荥高速公路是中国四川省一条建设中的高速公路，起于成都市新津区，经邛崃市、雅安市芦山县，抵达荥经县。

## 路段

### 新津－邛崃
由于起点位于天府新区，又称天府新区至邛崃高速公路，简称天邛高速。该路段全长42.123公里，途经成都市新津区、邛崃市，双向六车道，设计速度120公里/时，设置互通式立交7座（枢纽互通2座），收费站5座，项目总投资87.34亿元，于2020年5月开工先期建设，于2022年03月全面开工，于2024年9月12日建成通车。

### 邛崃－荥经
邛崃经芦山至荥经高速公路项目全长114.4公里，估算总投资270.7亿元。项目位于成都市和雅安市境内，主线起于邛崃市孔明街道，顺接在建天府新区至邛崃高速公路，设孔明枢纽与 成名高速邛崃至名山段相交，后经雅安市芦山县、天全县，止于荥经县青龙镇，顺接规划的 铜荥高速乐山至荥经段，设荥经枢纽与 京昆高速雅安至西昌段相交。

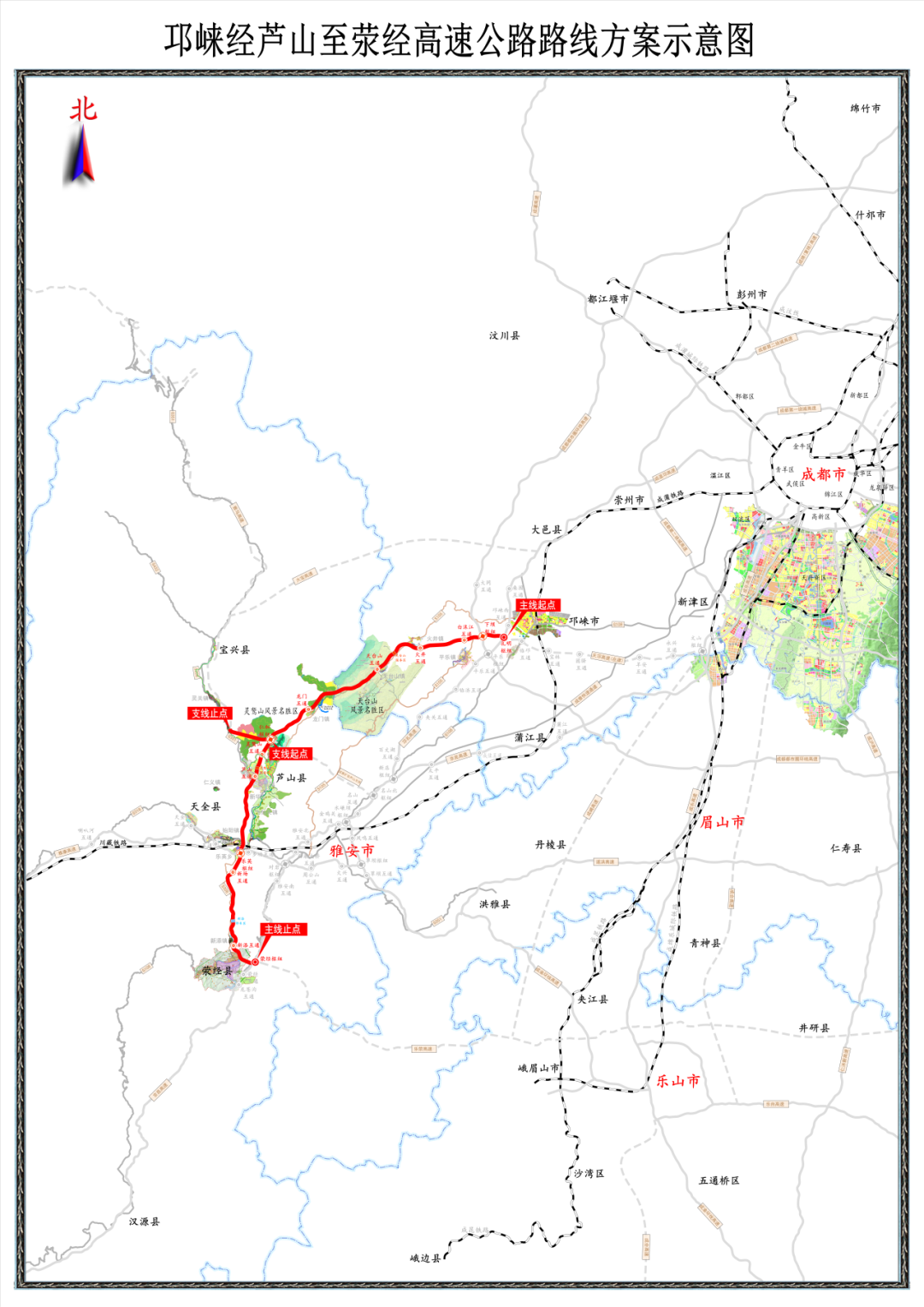
邛芦荥高速公路线路图

邛芦荥高速公路于2024年12月30日开工建设。